# Сблъсъци
„Сблъсъци“ (на английски: Crash) е драма от 2004 г. на режисьора Пол Хагис, копродукция на САЩ и Германия. Премиерата е на 10 септември 2004 г. на кинофестивала в Торонто, а по кината в САЩ филмът излиза на 6 май 2005 г. 
Филмът е отличен с „Оскар за най-добър оригинален сценарий“.

## Актьорски състав
- Сандра Бълок – Джийн Кабът
- Дон Чийдъл – детектив Греъм Уотърс
- Мат Дилън – Джон Райън
- Дженифър Еспозито – Риа
- Брендън Фрейзър – Рик Кабът
- Терънс Хауърд – Камерън Тайър
- Лудакрис – Антъни
- Танди Нютън – Кристин Тайър
- Майкъл Пеня – Даниел Руис
- Райън Филип – Том Хансен
- Лоренц Тейт – Питър Уотърс
- Шон Тоуб – Фарад
- Бахар Сумех – Дори
- Ашлин Санчес – Лара Руис
- Карина Арояве – Елизабет Руис
- Лорета Дивайн – Шаникуа Джонсън
- Бевърли Тод – майката на Греъм
- Уилям Фиктнър – Фланаган
- Кийт Дейвид – лейтенант Диксън
- Даниъл Дей Ким – Парк

## Награди и номинации
| Категория                              | Номиниран(и)               | Резултат               |
| Оскар (5 март 2006 г.)                 | Оскар (5 март 2006 г.)     | Оскар (5 март 2006 г.) |
| -------------------------------------- | -------------------------- | ---------------------- |
| Най-добър филм                         | Най-добър филм             | награда                |
| Най-добър оригинален сценарий          | Робърт Мореско и Пол Хагис | награда                |
| Най-добър филмов монтаж                | Хюз Уинборн                | награда                |
| Най-добър режисьор                     | Пол Хагис                  | номинация              |
| Най-добра поддържаща мъжка роля        | Мат Дилън                  | номинация              |
| Най-добра оригинална песен             | „In the Deep“              | номинация              |
| Награда на БАФТА (19 февруари 2006 г.) |                            |                        |
| Най-добър оригинален сценарий          | Робърт Мореско и Пол Хагис | награда                |
| Най-добра актриса в поддържаща роля    | Танди Нютън                | награда                |
| Най-добър филм                         | Най-добър филм             | номинация              |
| Най-добър звук                         | Най-добър звук             | номинация              |
| Най-добра режисура                     | Пол Хагис                  | номинация              |
| Най-добра кинематография               | Джеймс Муро                | номинация              |
| Най-добър филмов монтаж                | Хюз Уинборн                | номинация              |
| Най-добър актьор в поддържаща роля     | Мат Дилън                  | номинация              |
| Най-добър актьор в поддържаща роля     | Дон Чийдъл                 | номинация              |
| Златен глобус (16 януари 2006 г.)      |                            |                        |
| Най-добър сценарий                     | Робърт Мореско и Пол Хагис | номинация              |
| Най-добър актьор в поддържаща роля     | Мат Дилън                  | номинация              |
| Сателит (17 декември 2005 г.)          |                            |                        |
| Най-добър актьорски състав             | Най-добър актьорски състав | награда                |
| Най-добър оригинален сценарий          | Робърт Мореско и Пол Хагис | номинация              |
| Най-добра оригинална песен             | „In the Deep“              | номинация              |
| Емпайър (13 март 2006 г.)              |                            |                        |
| Най-добра актриса                      | Танди Нютън                | награда                |
| Най-добър филм                         | Най-добър филм             | номинация              |
| Най-добър актьор                       | Мат Дилън                  | номинация              |